# لشکر ۵ زرهی (ایالات متحده آمریکا)
لشکر ۵ زرهی ایالات متحده آمریکا (انگلیسی: 5th Armored Division) لشکر زرهی نیروی زمینی ایالات متحده آمریکا بود، که در سال ۱۹۴۱ تأسیس شد و در سال ۱۹۵۶ منحل گردید.
این لشکر در ۲۴ ژوئیه ۱۹۴۴ تحت فرماندهی سرلشکر لانسفورد ای. الیور در ساحل یوتا پیاده شد و در ۲ اوت وارد نبرد شد و از طریق کوتانس، آورانش و ویتره به سمت جنوب حرکت کرد و در ۸ اوت از رودخانه ماین عبور کرد تا شهر لمان را تصرف کند. این لشکر با چرخش به سمت شمال، با پیشروی از طریق لو مل-سور-سارت که در ۱۱ اوت آزاد شده بود، تا لبه شهر آرژانتان در ۱۲ اوت، ۸ روز قبل از بسته شدن شکاف آرژانتان-فالایز - آلمانی‌ها را در نرماندی محاصره کرد.
با واگذاری ارژانتان به لشکر ۹۰ پیاده‌نظام، لشکر ۵ زرهی در ۱۶ اوت ۸۰ مایل پیشروی کرد تا خط رودخانه یور را در درو تصرف کند. در پاکسازی کریدور یور-سن، دومین تله بزرگ در فرانسه، نبرد سختی رخ داد. لشکر پنجم در ۳۰ اوت از پاریس عبور کرد تا پیشروی سپاه پنجم را از طریق جنگل کومپین، از طریق رودخانه‌های آواز، اِین و سُم رهبری کند و در ۲ سپتامبر به مرز بلژیک در کُنده برسد.
سپس لشکر به سمت شرق تغییر مسیر داد و در ۸ ساعت ۱۰۰ مایل پیشروی کرد و در ۴ سپتامبر در شارلویل-مزیر از رودخانه میوز عبور کرد. با عبور از سدان، در ۱۰ سپتامبر شهر لوکزامبورگ را آزاد کرد و در امتداد مرز آلمان مستقر شد. اسکادران شناسایی لشکر، بعدازظهر ۱۱ سپتامبر گشتی را در سراسر مرز آلمان فرستاد تا اولین گروه از متفقین باشد که از مرز دشمن عبور می‌کند. در ۱۴ سپتامبر، لشکر پنجم به خط زیگفرید در والندورف نفوذ کرد و تا ۲۰ سپتامبر در آنجا ماند تا نیروهای ذخیره دشمن را از آخن بیرون بکشد.
در ماه اکتبر، این لشکر در بخش مونشاو-هوفن مواضع دفاعی داشت. این لشکر در اواخر نوامبر وارد منطقه جنگل هورتگن شد و در نبردی بسیار سنگین، دشمن را تا کرانه‌های رودخانه رور عقب راند. در ۲۲ دسامبر، به ورویه عقب‌نشینی کرد و در گروه دوازدهم ارتش قرار گرفت.
لشکر پنجم با عبور از رور در ۲۵ فوریه ۱۹۴۵، پیشروی سپاه سیزدهم به سمت راین را رهبری کرد و در ۳۰ مارس در وزل از راین عبور کرد. این لشکر در ۱۲ آوریل به کرانه‌های البه در تانگرمونده - ۴۵ مایلی برلین - رسید. در ۱۶ آوریل، لشکر پنجم برای نابودی لشکر پانزر فون کلاوزویتس به کلوتسه نقل مکان کرد و دوباره به سمت البه، این بار در مجاورت داننبرگ، پیشروی کرد. این لشکر تا روز پیروزی نهایی در بخش ارتش نهم مستقر بود.